# Puerto de Fuente las Varas
El puerto de Fuente las Varas es un puerto de montaña situado en la comunidad autónoma de Cantabria (España), de 448 metros de altitud. Está situado en la divisoria de la cuenca hidrográfica del río Campiazo y el poljé de Matienzo; y es límite municipal entre Riaño y Ruesga. Su ascenso se realiza a través de la carretera CA-266, que comunica las poblaciones de Solórzano, en el valle del río Campiazo, con Matienzo en el poljé homónimo. También existe la posibilidad de llegar al mismo punto a través de la carretera CA-681 que parte de San Miguel de Aras, aunque la ascensión como tal comienza en Llueva.
Se sitúa en un collado entre las cumbres del alto del Tocornal (541 m) y Peña Orada (546 m) al este, y el Coterón las Llanas (572 m) al oeste.
La ascensión desde Riaño tiene una longitud de 7 kilómetros y desde Matienzo son 4 kilómetros de ascenso, aproximadamente. Desde Llueva la ascensión tiene una longitud de 6 kilómetros.
En las proximidades del puerto, se sitúa una subestación de transformación 400/220 kV, propiedad de Red Eléctrica de España.